# 波利夫斯卡胡塔
50°33′17″N 28°27′28″E / 50.55472°N 28.45778°E
波利夫斯卡胡塔（羅馬化：Polivska Huta）是烏克蘭北部日托米爾州日托米爾區霍羅希夫市鎮的村莊。該村面積4.59平方公里，2001年人口56，人口密度每平方公里12.21人。